# José María Galeano
José María Galeano (n. Algeciras, España el 18 de noviembre de 1979), es un actor español, conocido principalmente por sus papeles de "Padre Tomás" en la telenovela de Televisa Que te perdone Dios, y como el villano Braulio Padilla en la telenovela de Telemundo La Doña.

## Filmografía

### Cine
| Año  | Título                | Personaje    | Nota         |
| ---- | --------------------- | ------------ | ------------ |
| 2011 | Bad Night             | El Hombre    | Cortometraje |
| 2012 | Y la muerte lo seguía | Fred Carlson |              |

### Televisión
| Año       | Título                               | Personaje                          | Nota                               |
| --------- | ------------------------------------ | ---------------------------------- | ---------------------------------- |
| 2009      | Hospital Central                     | Daniel Lucena                      | Invitado; 9 episodios              |
| 2011      | El secreto de Puente Viejo           | Felipe Viñuela                     | Invitado 2 episodios               |
| 2015      | Que te perdone Dios                  | Padre Tomás                        | Personaje recurrente; 66 episodios |
| 2016-2020 | La Doña                              | Braulio Padilla                    | Personaje principal                |
| 2018      | José José, el príncipe de la canción | Javier de la Garza                 | Personaje recurrente; 7 episodios  |
| 2018      | Luis Miguel, la serie                | Jaume Torrens                      | Episodio: "Decídete"               |
| 2019      | Silvia Pinal, frente a ti            | Enrique Rodríguez Alday "El Güero" | Invitado; 2 episodios              |
| 2019      | La reina soy yo                      | Papel desconocido                  | Invitado                           |
| 2019      | Bolívar                              | Felipe Martínez                    | Personaje recurrente               |
| 2019      | El Dragón: El regreso de un guerrero | Leopoldo Santamarina               | Personaje recurrente               |
| 2021      | Si nos dejan                         | Samuel Fonseca                     | Personaje recurrente               |
| 2024      | Top Chef VIP                         | Participante                       | Reality                            |
| 2025      | La jefa                              | Duque Medina                       | Personaje principal                |